# 阮啓
阮啓（越南语：／；1864年—？年），越南阮朝官員。

## 生平
阮啓是廣南省奠磐府濰川縣美溪總龍福社（今屬廣南省濰川縣濰福社龍福村）人，嗣德十七年（1864年）出生。建福元年（1884年），阮啓參加承天場鄉試，考中舉人。成泰元年（1889年），阮啓會試中格，庭試考中副榜。後任檢討。